# HD 52479
HD 52479，又名BD+05 1513，SAO 114798、HR 2629，是一颗恒星，视星等为6.63，位于銀經209.8，銀緯4.47，其B1900.0坐标为赤經6h 56m 23s，赤緯+4° 4.47′ 36″。